# GSC2939-725
GSC2939-725 — хімічно пекулярна зоря спектрального класу A, що має видиму зоряну величину в смузі V приблизно 10,3.